# Sargento-da-Barreira-de-Coral
O sargento-da-Barreira-de-coral (Abudefduf whitleyi), é uma espécie de donzela nativa do Oceano Pacífico, podendo habitar recifes de corais e lagunas de atóis. Esses peixes tem o costume de formar cardumes e se mesclar com as cores vibrantes dos corais, que os ajuda a se camuflar de predadores. Quando é época de desova, a fêmea deposita os ovos em substrato rochoso ou coralino, e o macho passa a proteger e oxigenar os ovos até a eclosão das larvas.
Essa espécie é nativa do Oceano Pacífico, sendo restrita ao Mar de Coral, podendo ser encontrado por toda costa de Queensland, Austrália, a Grande Barreira de Coral e Nova Caledônia.
Raramente a espécie é importada para outros países como peixe ornamental, más é mais comum de ser mantido em aquários por aquaristas australianos, que relatam de ser uma espécie de fácil manutenção e cuidados, podendo ser compatível com várias espécies de peixes e invertebrados.